# Juan José Eufemio Negri
Juan José Eufemio Negri (Wilde, 8 de março de 1920 - La Plata, 20 de fevereiro de 2003), foi um futebolista argentino que atuava como atacante.

## Carreira
Também conhecido como "El Pichón" (“O Pombo”), iniciou sua carreira no Estudiantes La Plata, em dezembro de 1938, na rodada final do campeonato argentino. Pelo clube pelo qual jogou a maior parte de sua carreira, atuou em 234 partidas e marcou 83 gols no total, vencendo a Copa Escobar e a Copa República na década de 1940. 
Em 28 de março de 1943, estreou pela Seleção Argentina, no empate em 3x3 com o Uruguai pela Taça Juan Mignaburu, no Monumental de Núñez, onde atuou por 59 minutos, sendo substituído por Jaime Sarlanga.
Se transferiu para o Boca Juniors em 1947, e diretamente para o rival River Plate em 1948, mas sem conquistar títulos na dupla. Na Argentina, ainda jogou pelo Platense em 1951.
A pedido do técnico argentino Jim López, radicado no Brasil, foi trazido para a Juventus da Mooca.
Com a transferência de Jím Lopez para o São Paulo, ele também se juntou a eles, sagrando-se campeão do Campeonato Paulista de 1953. Ficou no clube entre 12 de abril de 1953 e 12 de maio de 1955, atuando em 74 partidas e marcando 18 gols.
Perdeu espaço no São Paulo em 1955, sendo transferido para o Santos, onde fez parte do elenco que conquistou o título de 1955, atuando em seis partidas e marcando um gol.
Depois, Negri transferiu-se para o futebol chileno, no San Luis de Quillota, na época terceiro colocado na tabela. Mas devido a uma irregularidade na transferência, o sonho virou pesadelo e o clube acabou rebaixado.
Retornou ao Estudiantes pela última vez e encerrou a carreira no Defensores de Cambaceres em 1959.

## Títulos
Estudiantes
- Copa Adrián C. Escobar: 1944

- Taça Gral. P. Ramírez: 1945

São Paulo
- Campeonato Paulista: 1953[2]

Santos
- Campeonato Paulista: 1955

## Morte
Negri faleceu na cidade de La Plata, em 20 de fevereiro de 2003, aos 82 anos.